# Adalbert Kuhn
Adalbert Kuhn (ur. 19 listopada 1812 w Königsbergu, zm. 5 maja 1881 w Berlinie) – niemiecki językoznawca, indoeuropeista, współtwórca mitologii porównawczej.
W 1852 r. założył pierwsze czasopismo poświęcone komparatystyce języków indoeuropejskich – „Zeitschrift für vergleichende Sprachforschung” (zwyczajowo „Kuhn’s Zeitschrift”).